# Omicidio di Giorgiana Masi

Giorgiana Masi, fotografia dal documento d'identità

L'omicidio di Giorgiana Masi, una studentessa italiana il cui vero nome era Giorgina Masi, fu commesso a Roma il 12 maggio 1977, durante una manifestazione politica. Quel giorno, insieme al fidanzato Gianfranco Papini, la ragazza si trovava nel centro storico, dove erano scoppiati violenti scontri tra dimostranti e forze dell'ordine in seguito a una manifestazione pacifica del Partito Radicale, a cui si erano uniti membri della sinistra extraparlamentare.
Alle ore 19:55 i due erano in piazza Giuseppe Gioachino Belli, quando un proiettile calibro 22 colpì Giorgiana alla schiena; subito soccorsa, fu trasportata in ospedale, dove ne fu constatato il decesso.
Le ipotesi accreditate, seppur mai verificate, rimasero due: il «fuoco amico», secondo il ministro dell'interno Francesco Cossiga, che ricondusse la responsabilità a frange di Autonomia Operaia; oppure le forze dell'ordine in borghese, che fecero fuoco con una pistola non d'ordinanza, mai individuata, secondo quanto sostenuto dall'avvocato di parte civile, dalla sinistra e i radicali.
In ricordo dell'accaduto, tutti gli anni, il 12 maggio, si tiene a Roma, in piazza Sonnino (che si trova a ridosso del luogo dell’omicidio), una commemorazione della vittima. La vicenda è stata presa a simbolo di molte lotte giovanili contro quelle che erano reputate ingiustizie delle forze dell'ordine e della politica, ed è ancora oggetto di forte polemica.
A distanza di anni, l'omicidio di Giorgiana Masi rimane insoluto, così come altri casi di omicidi tra cui quelli dell'avvocato Salvatore Dongu, Willy Branchi, Antonella Di Veroli e molti altri.

## Storia

### Contesto
Nata il 6 agosto 1958, abitava con il padre (un parrucchiere), la madre casalinga e la sorella maggiore in un appartamento di via Trionfale a Roma, nei pressi dell'ospedale San Filippo Neri. All'epoca dei fatti frequentava il quinto anno del liceo scientifico statale "Louis Pasteur", nella stessa classe di Federica Sciarelli.
Nella seconda metà degli anni 1970 il clima di violenza politica che caratterizzava l'Italia si manifestò anche a Roma, dove si verificò una lunga serie di scontri tra fazioni politiche di estrema destra e di estrema sinistra, sia tra loro sia con le forze dell'ordine, culminati con la sparatoria del 21 aprile 1977 tra agenti di polizia e manifestanti dell'area di Autonomia Operaia, che si concluse con l'uccisione dell'agente Settimio Passamonti e il ferimento di quattro suoi commilitoni.
(dalla relazione al Parlamento del ministro Francesco Cossiga, il 22 aprile 1977)
Il giorno stesso, il ministro dell'interno Francesco Cossiga annunciò in Parlamento di aver dato disposizioni che vietavano nella capitale, fino al successivo 31 maggio, tutte le manifestazioni pubbliche.
Il provvedimento, assunto dal comitato interministeriale per la sicurezza presieduto dal Presidente del Consiglio Giulio Andreotti, era stato approvato – malgrado alcune perplessità iniziali – da Cossiga e fu energicamente sostenuto anche dal Partito Comunista Italiano, che riteneva di non trovarsi "più di fronte a turbamenti anche violenti dell'ordine, ma a un criminoso assalto armato allo Stato e alla società" chiedendo apertamente "fermezza, ordine, sicurezza nella democrazia".
Il Partito Radicale decise di sfidare apertamente il divieto, indicendo un sit-in in piazza Navona per il 12 maggio, motivato dalla raccolta di firme alla proposta dei referendum abrogativi e dal celebrare il terzo anniversario della vittoria nel precedente referendum sul divorzio.

### La manifestazione a Roma e l'omicidio

La celebre foto raffigurante l'agente Giovanni Santone, in borghese e armato, durante gli scontri; alla sua destra, un funzionario e un agente in divisa

Il 12 maggio 1977 il Partito Radicale e la sinistra extraparlamentare indissero un sit-in per la raccolta di firme su alcuni referendum. La manifestazione costituiva peraltro una reazione al temporaneo divieto, quale misura preventiva contro il terrorismo, di tutte le manifestazioni politiche all'interno del Lazio, eccettuate quelle indette dai partiti dell'arco costituzionale; Pannella prese fortemente posizione contro tale legislazione emergenziale.
Nonostante Cossiga gli avesse chiesto di non effettuare il sit-in, motivando la sua richiesta con l'alto rischio di scontri con la polizia, Pannella rimase fermo nella sua decisione; nella manifestazione, molti attivisti del partito furono effettivamente coinvolti negli scontri a fuoco tra poliziotti e militanti della sinistra extraparlamentare, nel corso dei quali una pallottola colpì a morte Giorgiana Masi.

## La dinamica dei fatti
All'iniziativa si erano uniti anche i simpatizzanti di quello che verrà poi chiamato movimento del Settantasette e gli appartenenti a varie formazioni della sinistra extraparlamentare, per protestare contro la diminuzione degli spazi di espressione politica e il clima repressivo nei loro confronti: tra loro molti membri dell'Autonomia Operaia, a volte armati di pistola.
Alla manifestazione erano presenti circa 5 000 agenti delle forze dell'ordine in assetto antisommossa, coadiuvati da agenti in borghese, il cui coordinamento operativo era stato messo a punto nel corso di una riunione al Viminale, il precedente 3 maggio. Nella giornata scoppiarono diversi incidenti, con il lancio di bombe incendiarie e colpi d'arma da fuoco. Nei giorni successivi diverse persone, tra i quali Marco Pannella, sottolinearono nelle loro dichiarazioni la presenza di agenti in borghese nascosti tra i dimostranti.

Deposizione di fiori sul luogo dell'uccisione

Intorno alle 19:00, alcuni parlamentari mediarono con le forze dell'ordine, per consentire ai manifestanti di evacuare la zona verso Trastevere. Il consenso fu in realtà solo apparente: da quel momento gli incidenti si fecero più gravi. Durante l'evacuazione, fumogeni e colpi di pistola vennero esplosi, apparentemente da Ponte Garibaldi. La situazione si fece confusa, i manifestanti iniziarono a fuggire. Il primo a essere ferito fu l'allievo sottufficiale dei carabinieri Francesco Ruggeri. Poco dopo, alcuni presenti videro Masi cadere a terra “come fosse inciampata” e venire caricata su un'auto per essere trasportata all'ospedale.
Il bilancio finale della giornata vide la morte di Giorgiana Masi e il ferimento di altre otto persone, fra cui una donna – Elena Ascione – ferita a una coscia e l'allievo sottufficiale dei carabinieri – Francesco Ruggeri o Ruggero a seconda delle fonti – ferito a un polso.
Nonostante l'autore dell'omicidio sia rimasto ignoto, Pannella e i radicali sostennero a più riprese la tesi di una responsabilità morale di Cossiga, chiedendo anche l'istituzione di una commissione parlamentare d'inchiesta sull'accaduto. Dal canto suo, Cossiga ha sempre respinto la tesi di una sua responsabilità morale, attribuendola invece allo stesso Pannella, avendo questi deciso di effettuare il sit-in pur avvertito dell'altissima probabilità di scontri armati e del conseguente rischio per i militanti radicali e i simpatizzanti della manifestazione.
Una celebre vignetta di Giorgio Forattini (citata da Vauro nel 2010) ritrae Cossiga col maglione e la pistola del poliziotto infiltrato Giovanni Santone.

## Le indagini

### La prima istruttoria e l'archiviazione del 1981
L'inchiesta sull'omicidio di Giorgiana Masi e sul ferimento di Elena Ascione e del carabiniere Francesco Ruggeri (o Ruggero) fu chiusa il 9 maggio 1981 dal giudice istruttore Claudio D'Angelo, su conforme richiesta del Pubblico Ministero, con la dichiarazione di impossibilità di procedere poiché rimasti ignoti i responsabili del reato.
In un estratto della sentenza, il giudice scrisse: «[…] È netta sensazione dello scrivente che mistificatori, provocatori e sciacalli (estranei sia alle forze dell'ordine sia alle consolidate tradizioni del Partito Radicale, che della non-violenza ha sempre fatto il proprio nobile emblema), dopo aver provocato i tutori dell'ordine ferendo il sottufficiale Francesco Ruggero, attesero il momento in cui gli stessi decisero di sbaraccare le costituite barricate e disperdere i dimostranti, per affondare i vili e insensati colpi mortali, sparando indiscriminatamente contro i dimostranti e i tutori dell'ordine.».

### La riapertura nel 1998
Nel 1998, in seguito alla riapertura delle indagini affidate al sostituto procuratore Giovanni Salvi, fu riesaminata la pista che riguardava la pistola.
Durante le indagini sull'omicidio di Marta Russo (studentessa ferita a morte il 9 maggio 1997 in un vialetto della cittadella universitaria in circostanze simili a Masi) una vecchia pistola arrugginita, avvolta in un berretto di lana, fu trovata casualmente in un'intercapedine del bagno del rettorato dell'Università La Sapienza.
L'arma, una Beretta Serie 70 a canna corta, risultava non essere stata usata da anni e si supponeva si trovasse in quel posto dagli anni settanta: fu quindi confrontata con il proiettile che a suo tempo aveva ucciso Giorgiana Masi nell'ambito di un fascicolo d'inchiesta aperto sull'autonomo Fabrizio Nanni (deceduto nel 1979 e fratello della brigatista Mara Nanni), in seguito a dichiarazioni di un testimone, rimasto anonimo, alla DIGOS nell'aprile 1998, che sosteneva che «il fratello di Mara Nanni» avesse colpito la Masi per errore. Gli stessi uomini della DIGOS riportarono quindi la "soffiata" alla procura. La procura dispose una serie di perizie balistiche aventi per oggetto tutte le pistole calibro 22 trovate nei covi delle Brigate Rosse. Nessuna perizia diede un esito certo e/o positivo.
Il 12 maggio 1997 il noto criminale neofascista Angelo Izzo, uno degli autori del massacro del Circeo, rese dichiarazioni spontanee a un giudice e in seguito al deputato della Federazione dei Verdi Athos De Luca, in cui accusò il suo ex complice Andrea Ghira (del quale all'epoca era sconosciuta la morte avvenuta nel 1994) di aver sparato lui quel giorno del 1977, per "colpire una femminista" a caso. Queste parole, come molte altre del pluriomicida (per un certo periodo collaboratore di giustizia, per esempio sulla strage di Bologna), non troveranno conferma. Inoltre è accertato che Ghira nel giugno 1976 si era già arruolato nella legione straniera spagnola col nome fittizio di "Massimo Testa de Andrés" e pertanto non poteva essere a Roma nel 1977 come affermato da Izzo, dato che non sarebbe più tornato in Italia secondo quanto risulta dai documenti.
Per l'ex presidente della Commissione stragi Giovanni Pellegrino, le parole di Cossiga pronunciate sull'accaduto confermerebbero come "quel giorno ci possa essere stato un atto di strategia della tensione, un omicidio deliberato per far precipitare una situazione e determinare una soluzione involutiva dell'ordine democratico, quasi un tentativo di anticipare un risultato al quale per via completamente diversa si arrivò nel 1992-1993" e, sempre nel 1998, il deputato verde Paolo Cento presentò una proposta di legge per la costituzione di una commissione che si occupasse di "abbattere il muro di omertà, silenzi e segreti attorno all'assassinio della giovane e per individuare chi ha permesso l'impunità dei responsabili".

## Aspetti dibattuti

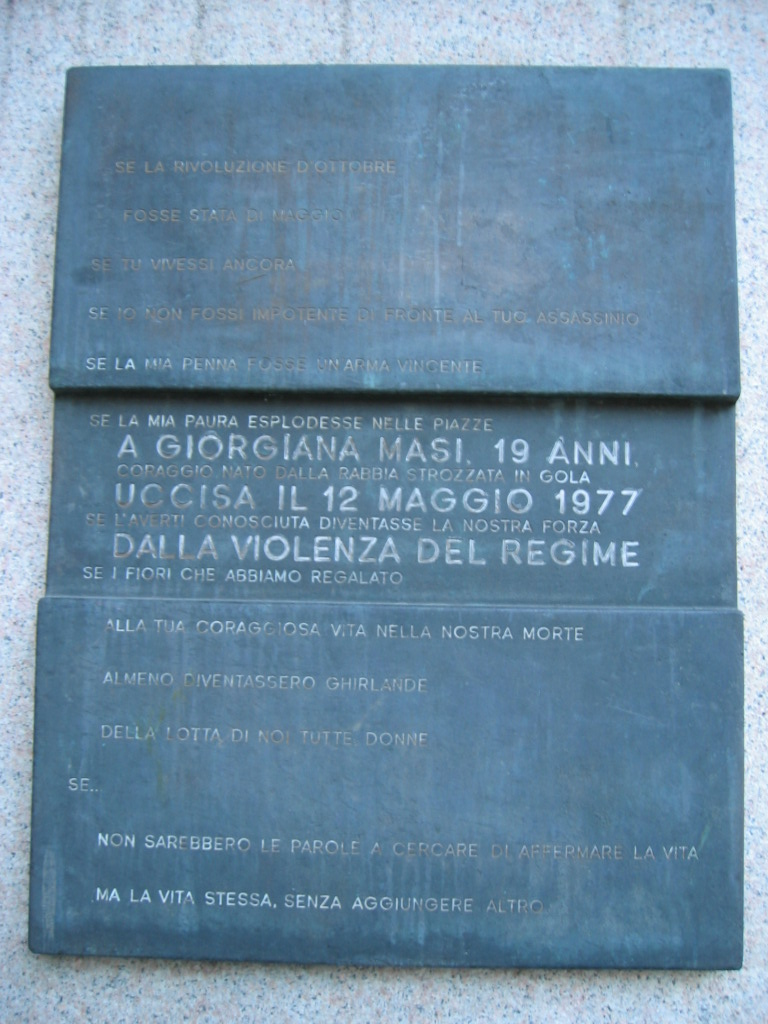
La lapide in ricordo di Giorgiana Masi posta su Ponte Garibaldi a Roma

- Il ministro dell'interno Francesco Cossiga fu coinvolto in aspre polemiche per l'inadeguata gestione dell'ordine pubblico (vi sono fotografie che mostrano agenti in borghese mimetizzati tra i manifestanti che starebbero, secondo le interpretazioni critiche, sparando ad altezza d'uomo). Lo stesso Cossiga si dichiarò pronto a dimettersi al manifestarsi di una condizione: avere "le prove che la polizia aveva sparato".
- Venticinque anni dopo, nel 2003, Cossiga dichiarò: «Non li ho mai detti alle autorità giudiziarie e non li dirò mai i dubbi che un magistrato e funzionari di polizia mi insinuarono sulla morte di Giorgiana Masi: se avessi preso per buono ciò che mi avevano detto sarebbe stata una cosa tragica».[30]
- In un'intervista al Corriere della Sera del 25 gennaio 2007, rispondendo alla domanda su chi fosse l'assassino, Cossiga rispose: «la verità la sapevamo in quattro: il procuratore di Roma, il capo della mobile, un maggiore dei carabinieri e io. Ora siamo in cinque: l'ho detta a un deputato di Rifondazione che continuava a rompermi le scatole. Non la dirò in pubblico per non aggiungere dolore a dolore».[31] Queste parole fecero anche pensare che Cossiga volesse proteggere l'assassino, o che il delitto fosse stato colposo, preterintenzionale o accidentale, configurandosi quindi ormai come un reato prescritto. Cossiga sosterrà sempre che non furono poliziotti in borghese o in divisa, ma autonomi ad essere coinvolti nel crimine: mentre fuggivano sarebbe loro partito un colpo. Giorgiana Masi potrebbe essere stata colpita, secondo quanto detto Cossiga due anni prima, da “fuoco amico”, cioè da “colpi vaganti sparati da dimostranti”,[32] «forse suoi compagni ed amici con i quali si trovava, contro le forze dell'ordine». Il "terribile dubbio" di allora gli sarebbe stato confermato negli anni 2000 dal prefetto Fernando Masone, ex capo della Polizia: «Ho taciuto fino ad ora, salvo che con un amico deputato di sinistra radicale per motivi di carità». Secondo Pannella «Cossiga, dopo avere in quella occasione clamorosamente mentito e fatto mentire dinanzi al Parlamento, adesso torna a mentire».[33] Cossiga dal canto suo ripeté che fu colpa del leader radicale: «Scongiurai Marco Pannella di disdire il comizio di Piazza Navona: egli non accolse il mio invito. Il reparto dei carabinieri che si trovava dall'altra parte del ponte, subito accusato di aver aperto il fuoco, per ordine dell'autorità giudiziaria fu disarmato da elementi della Squadra Mobile: alla perizia, risultò che nessun colpo era stato sparato. Da parte mia, rimossi dalla carica di questore di Roma un caro amico che però mi aveva falsamente informato non esservi in piazza poliziotti e carabinieri con le armi in mano, il che non era vero. Ma neanche dalle armi di costoro risultò fosse stato sparato il colpo mortale».[33] Il deputato del PRC a cui Cossiga avrebbe rivelato "la verità" non è mai stato identificato con certezza.
- Nel controverso libro-intervista a Renato Farina Cossiga mi ha detto (2011), uscito dopo la morte dell'ex Presidente della Repubblica, Cossiga rivelò quella che lui riteneva la verità "dolorosa", senza tuttavia portare alcuna prova delle sue affermazioni; alla domanda su chi fosse l'assassino egli rispose:

La motivazione del tentato suicidio col gas di Papini, in realtà, risultava principalmente il dispiacere per la perdita (non essendo invece collegata al delitto come sostenuto da Cossiga), come riferito anche nel 2007 da Vittoria Masi, sorella di Giorgiana. L'unico imputato, in un procedimento collegato marginalmente, fu l'avvocato Boneschi, denunciato per diffamazione dal giudice istruttore Claudio D'Angelo.
- Il 24 ottobre 2008, a seguito di un'intervista rilasciata da Cossiga al Quotidiano Nazionale, nella quale suggeriva l'uso della violenza nei confronti dei manifestanti, la senatrice Donatella Poretti presentò un disegno di legge per l'istituzione d'una commissione d'inchiesta sull'omicidio di Giorgiana Masi. Nell'intervista, Cossiga descriveva una strategia di agenti provocatori; riferendosi al movimento dell'Onda, contro le riforme del ministro dell'istruzione Mariastella Gelmini, disse che, siccome il terrorismo era partito dagli atenei, questa volta andava stroncato sul nascere: «In primo luogo lasciare perdere gli studenti dei licei, perché pensi a cosa succederebbe se un ragazzino di dodici anni rimanesse ucciso o gravemente ferito (…) Lasciar fare gli universitari. Ritirare le forze di polizia dalle strade e dalle università, infiltrare il movimento con agenti provocatori pronti a tutto, e lasciare che per una decina di giorni i manifestanti devastino i negozi, diano fuoco alle macchine e mettano a ferro e fuoco le città. Dopo di che, forti del consenso popolare, il suono delle sirene delle ambulanze dovrà sovrastare quello delle auto di polizia e carabinieri. Nel senso che le forze dell'ordine non dovrebbero avere pietà e mandarli tutti in ospedale. Non arrestarli, che tanto poi i magistrati li rimetterebbero subito in libertà, ma picchiarli e picchiare a sangue anche quei docenti che li fomentano. Soprattutto i docenti. Non dico quelli anziani, certo, ma le maestre ragazzine sì».[36][37] Nuove polemiche sulle morti di Francesco Lorusso e Giorgiana Masi seguirono a queste parole. Lo stesso giorno d'ottobre 2008, anche Alfio Nicotra (esponente di Rifondazione Comunista) ha chiesto che l'inchiesta venisse riaperta.[38]

Giorgiana Masi riposa oggi nel cimitero Flaminio di Roma. Una lapide su Ponte Garibaldi la ricorda con una poesia scritta il giorno dopo il suo omicidio.

## Influenza culturale

### Televisione
La morte di Giorgiana Masi appare nel primo episodio della serie televisiva Romanzo Criminale, andata in onda nel 2008.

### Musica
- Già l'anno successivo alla morte, Stefano Rosso, cantautore romano, scrisse una canzone in cui parlava dei fatti: si tratta di Bologna '77, inclusa nell'album ... e allora senti cosa fò, nella quale, traendo spunto dai fatti di Bologna dell'11 marzo 1977 e dall'assassinio di Francesco Lorusso, racconta della morte della ragazza nella seconda strofa («e poi primavera / e qualcosa cambiò, / qualcuno moriva / e su un ponte lasciò / lasciò i suoi vent'anni / e qualcosa di più…»).
- Il cantautore bolognese Claudio Lolli ha dedicato a Giorgiana Masi la canzone Da zero e dintorni, contenuta nell'album Disoccupate le strade dai sogni, del 1977.
- Il gruppo musicale romano Banda Bassotti cita Giorgiana Masi insieme a Fabrizio Ceruso e Walter Rossi nell'intro del pezzo All Are Equal for the Law, apparso nella compilation Balla e difendi e successivamente nel loro mini album Bella Ciao del 1994.
- Il rapper Inoki cita la ragazza nel ritornello del singolo Il mio paese se ne frega, tratto dall'album Nobiltà di strada del 2007.
- A Giorgiana Masi è ispirato il brano Gatton gattoni di Flavio Giurato, contenuto nel suo disco La scomparsa di Majorana del 2015.
- Franco Fosca in due versi della canzone Roma underground da Ballate di fine millennio (2007) ricorda l'omicidio di Giorgiana Masi: «si sente ancora battere il cuore di Giorgiana sul ponte di Giuseppe Garibaldi».